# بول كيتنغ
بول جون كيتنغ (وُلِد في18 يناير 1944) هو سياسي أسترالي، شغل منصب رئيس الوزراء الرابع والعشرين لأستراليا وزعيم حزب العمال من عام 1991 إلى 1996. وكان قد شغل سابقًا منصب أمين الخزانة في حكومة هوك من عام 1983 إلى 1991.
وُلد كيتنغ في سيدني وترك المدرسة في سن الرابعة عشرة. انضمّ إلى حزب العمال في سن مبكرة، إذ شغل منصب رئيس الفصيل الشبابي في حزب العمال، وعمل كمساعد باحث في إحدى النقابات العمالية. انتخب لعضوية مجلس النوّاب الأسترالي، وهو في الخامس والعشرين من عمره، وفاز بانتخابات عام 1969 عن مقاطعة بلاكسلاند. عمل كيتنغ كوزير عن شمال أستراليا خلال الأسابيع الأخيرة من حكومة ويتلام. بعد أن فقد حزب العمّال سلطته في عام 1975، شغل كيتنغ مناصب رفيعة المستوى في حكومة الظل تحت إدارة كل من غوف ويتلام، وبيل هايدين. وكان يُنظَر إليه في هذه الفترة كزعيم لفصيل اليمين العمّالي، وقد اكتسب سمعة كبيرة كممثّل برلماني موهوب وقوي.
بعد فوز حزب العمال الساحق في انتخابات 1983، عُيّن كيتنغ أمينًا للخزانة من قبل رئيس الوزراء بوب هوك. طور الأخيران شراكة سياسية قوية، وأشرفا على إصلاحات مهمة تهدف إلى تحرير الاقتصاد الأسترالي وتقويته. وشمل ذلك اتفاقية الأسعار والدخل، وتعويم الدولار الأسترالي، وإلغاء الرسوم الجمركية، وتحرير القطاع المالي، وإصلاح النظام الضريبي (بما في ذلك إدخال ضريبة أرباح رأس المال، وضريبة المزايا الإضافية، واحتساب الأرباح). أصبح كيتنغ نائبًا لرئيس الوزراء في عام 1990، واستقال في يونيو 1991 من الحكومة في تحدّي للقيادة، معتقدًا أن هوك سيتراجع عن اتفاق نقل السلطة، فشل كيتنغ في التحدّي الأوّل، إلّا أنّه قاد تحديًا ثانيًا ناجحًا بعد ستة أشهر.
عُيّن كيتنغ رئيسًا للوزراء في أعقاب الركود الذي وصفه بأنه «الركود الذي كان علينا أن نشهده». أدّى ذلك إلى جانب استطلاعات الرأي الأولية الضعيفة، إلى توقع خسارة حزب العمال في انتخابات 1993، لكن كيتنغ خاض حملة قوية وتمكن من زيادة مقاعد الحكومة. سنّت حكومة كيتنغ قانون ملكية السكان الأصليين التاريخي لتكريس حقوق ملكية الأراضي للسكان الأصليين، وقدمت معاشًا تقاعدًا إلزاميًا، وأنشأت برنامجًا وطنيًا لتطوير البنية التحتية، وخصخصة خطوط كانتاس الجوية وبنك الكومنولث، وأنشأت منتدى التعاون الاقتصادي لدول آسيا والمحيط الهادئ، وساعدت في جعل النظام الجمهوري، وإنشاء اللجنة الاستشارية الجمهورية.
في انتخابات 1996، تعرض حزب العمل لهزيمة ساحقة أمام الائتلاف الليبرالي-الوطني. تقاعد كيتنغ من البرلمان بعد فترة وجيزة من الانتخابات، لكنه بقي نشطًا كمعلق سياسي، مع الحفاظ على سلسلة واسعة من المصالح التجارية. منذ تركه منصبه، تلقى إطراء كبير لدوره في تحديث الاقتصاد عند عمله كأمين خزانة، بينما تفاوتت تقييمات فترة حكمه كرئيس وزراء.